# Southlake
Southlake és una població dels Estats Units a l'estat de Texas. Segons el cens del 2000 tenia 21.519 habitants.

## Demografia
Segons el cens del 2000, Southlake tenia 21.519 habitants, 6.414 habitatges, i 5.958 famílies. La densitat de població era de 379,6 habitants/km².
Dels 6.414 habitatges en un 60,5% hi vivien nens de menys de 18 anys, en un 88% hi vivien parelles casades, en un 3,5% dones solteres, i en un 7,1% no eren unitats familiars. En el 5,4% dels habitatges hi vivien persones soles l'1,2% de les quals corresponia a persones de 65 anys o més que vivien soles. El nombre mitjà de persones vivint en cada habitatge era de 3,35 i el nombre mitjà de persones que vivien en cada família era de 3,48.
Per edats la població es repartia de la següent manera: un 37,1% tenia menys de 18 anys, un 3,9% entre 18 i 24, un 30,2% entre 25 i 44, un 25,7% de 45 a 60 i un 3,1% 65 anys o més.
L'edat mitjana era de 37 anys. Per cada 100 dones de 18 o més anys hi havia 98 homes.
La renda mitjana per habitatge era de 131.549$ i la renda mitjana per família de 136.023$. Els homes tenien una renda mitjana de 100.000$ mentre que les dones 46.042$. La renda per capita de la població era de 47.597$. Aproximadament l'1,3% de les famílies i l'1,8% de la població estaven per davall del llindar de pobresa.

## Poblacions més properes
El següent diagrama mostra les poblacions més properes.